# Éruption du Vésuve en 1631
L'éruption du Vésuve en 1631, débutée le 16 décembre 1631 et terminée vers le 31 janvier 1632, est une éruption plinienne du Vésuve qui, en termes de morts, de destructions et de puissance, est la plus importante depuis celle de 79. Elle marque la fin d'une période de repos du volcan d'environ soixante ans et le retour à une activité plus soutenue.

## Contexte
Proche de Naples, le Vésuve est un volcan gris, actif depuis la Préhistoire. Il a produit près d'une cinquantaine d'éruptions historiques depuis celle de 79, de type strombolien (à tendance effusive) ou plinien (à tendance explosive). Ces événements ont souvent des conséquences catastrophiques puisque ses abords immédiats sont très peuplés depuis l'Antiquité. Ainsi, avant l'éruption de 1631, les flancs du volcan sont parsemés de villages, Portici, résidence du vice-roi, siège de l’administration du royaume de Naples et port de commerce très actif, est situé au pied du volcan sur le littoral et les habitations s'étendent même jusque dans l'Atrio del Cavallo, la caldeira entourant le cône volcanique.
Les signes des éruptions antérieures — la précédente remonte au début des années 1570 — sont grandement estompés puisque les forêts couvrent entièrement les flancs du volcan jusqu'à son sommet, à tel point que la population a oublié la nature volcanique de la montagne sur laquelle ils vivent et qu'ils appellent Montagna di Somma.

## Déroulement

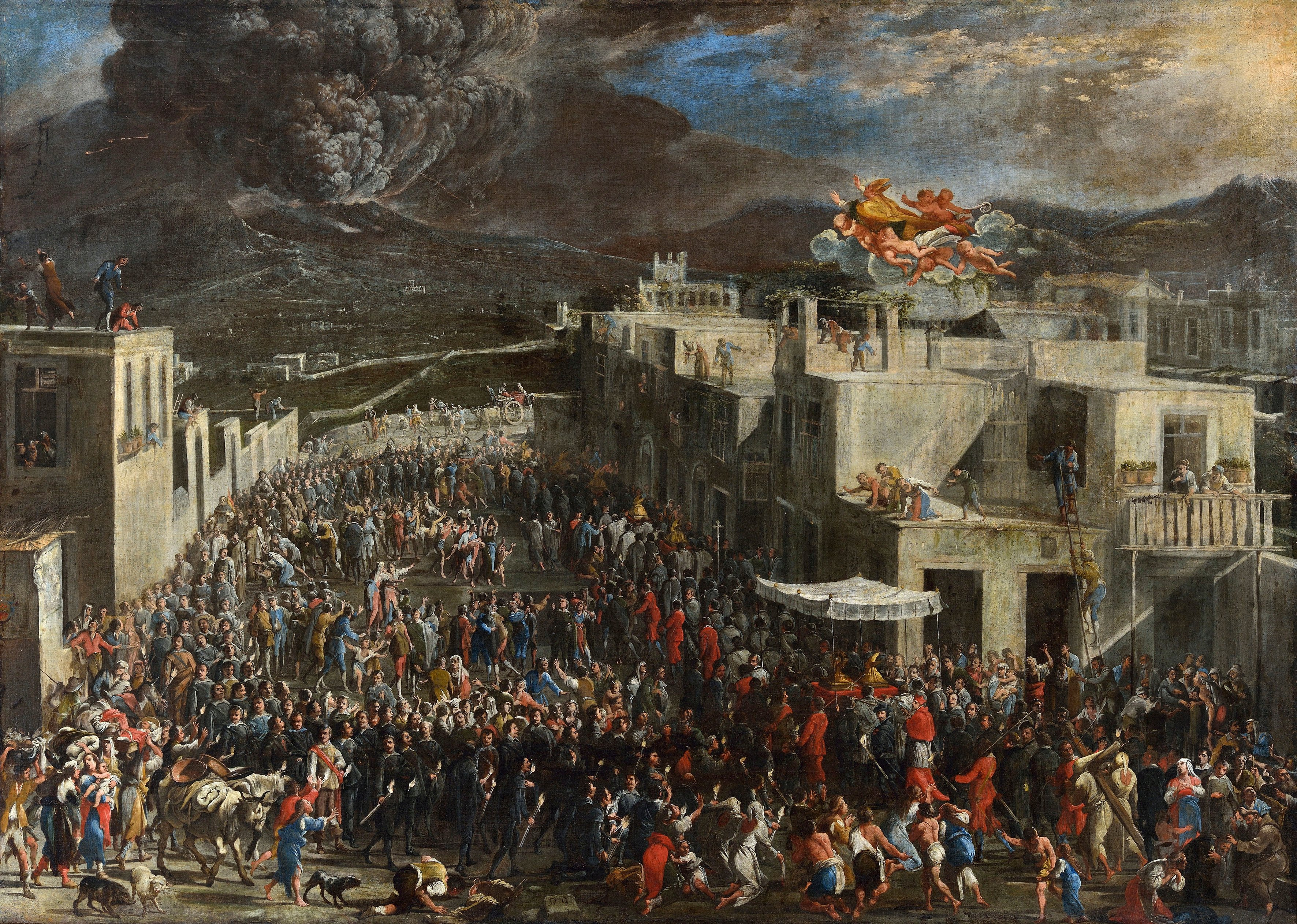
Micco Spadaro, Processione di S. Gennaro per l'eruzione del 1631 (vers 1651), huile sur toile, Naples, musée San Martino.

### Prémices et déclenchement de l'éruption
Des signes précurseurs de l'éruption surviennent quelques mois avant celle-ci,. Ainsi, à partir de juillet 1631, de faibles séismes sont ressentis jusqu'à Naples et le cône se gonfle, ce qui provoque en décembre l'assèchement de sources sur les pentes et autour du volcan. L'activité sismique s'intensifie quelques jours avant le début de l'éruption mais les populations, habituées à ressentir les séismes se produisant dans les Apennins voisins, ne s'en alarment pas malgré l'agitation des animaux.
Dans la nuit du 15 au 16 décembre, un important panache de cendre et de vapeur d'eau zébré d'éclairs suivis de coups de tonnerre s'élève au-dessus du volcan. L'obscurité due au panache volcanique et aux cendres se faisant de plus en plus présente, la lave émise dans la caldeira depuis plusieurs fissures ouvertes vers 11 h sur le flanc nord du volcan et les gaz volcaniques se répandant dans les environs entraînent la fuite d'environ 40 000 personnes paniquées qui cherchent à se réfugier à Naples. Dans la nuit du 16 au 17, des séismes de plus en plus violents au point de détruire des bâtiments secouent la région et des tsunamis déferlent sur les rivages de la baie de Naples[réf. nécessaire].
Un contemporain, Alonso de Contreras, décrit l'éruption à laquelle il a assisté :

« Le mardi 16, à l'aube, voilà que s'élève un grand panache de fumée [...] au début de la journée voilà le soleil qui commence de s'obscurcir, le tonnerre de gronder, les cendres de pleuvoir [...] le jour se changeait en nuit [...] outre la cendre [...] il pleuvait de la terre et des pierres de feu, telles les scories que les forgerons tirent de leurs forges, mais dont certaines étaient aussi grandes que la main [...] Au milieu de tout cela un tremblement de terre continuel, au point que dans la nuit trente sept maisons croulèrent et qu'on entendait les cyprès et les orangers se déchirer, comme si on les eut fendus avec une cognée. Tout le monde criait : « Miséricorde ! » c'était terrible à entendre. »

— Alonso de Contreras, Mémoires du Capitan Alonso de Contreras

### Paroxysme
Cette première phase éruptive est suivie le 17 décembre à 7 h par le déclenchement du paroxysme de l'éruption. Celui-ci est marqué par une puissante explosion d'indice d'explosivité volcanique de 5 qui décapite le volcan, projetant des blocs rocheux et des cendres jusqu'à plusieurs centaines de mètres de hauteur et qui voyagent jusqu'à Constantinople à plusieurs centaines de kilomètres à l'est. Les matériaux éjectés retombent aux alentours, notamment sous la forme de pluies de cendres dont la couche atteint trente centimètres d'épaisseur à Naples. Celles-ci, qui opacifient l'atmosphère toute la journée jusqu'à Naples où il fait nuit en plein jour, forment des lahars dont le plus important à 9 h dévaste plusieurs villages sur le flanc Ouest comme Massa, Pollena ou encore Ottaviano avant de se jeter dans la baie de Naples,. Dans le même temps, trois tsunamis formés par une puissante secousse déferlent sur le littoral. Dans le milieu de la matinée, deux nouvelles fissures ouvertes sur les flancs Ouest et Sud-Ouest du volcan donnent naissance à des coulées de lave qui, progressant au rythme de trois kilomètres par heure, se dirigent vers la mer, détruisant totalement ou partiellement les villes et villages de Boscotrecase, Portici, Pugliano, Resina, Scala, Torre Annunziata et Torre del Greco. Cependant, des études récentes montrent que ces destructions sont la conséquence de nuées ardentes et non de coulées de lave qui, supposées avoir été émises en 1631 l'ont en réalité été entre 787 et 1139.
La phase éruptive qui dure toute la journée du 17 décembre 1631 laisse un paysage métamorphosé que découvrent les habitants le matin du 18 décembre : le Vésuve a perdu 168 mètres d'altitude, le diamètre de son cratère est passé de 600 à 1 600 mètres, les pentes du volcan sont désormais dépourvues de toute végétation brûlée et recouverte de cendre et de lave, la topographie de tout le littoral de la baie de Naples est bouleversé, plusieurs villes et villages sont détruits.
Afin de conjurer le mauvais sort et d'implorer une protection divine, saint Janvier, saint patron de la ville, est l'objet de prières. Dès le lendemain du paroxysme, l'archevêque de Naples ordonne l'exposition de ses reliques, la tenue de plusieurs processions dans la ville dont l'une accompagnée de la sortie de la statue et de la fiole contenant son sang[réf. nécessaire]. Selon les chroniques du temps[Lesquels ?], l'éruption se serait apaisée quand la procession est arrivée aux portes de la ville, sur le pont de la Maddalena, à l’embouchure du Sebeto, petit fleuve côtier aujourd'hui couvert.

### Fin progressive de l'éruption
Une fois la phase paroxysmale passée et jusqu'en janvier 1632, de faibles séismes, quelques projections de cendre et des lahars formés par des pluies persistantes marquent le retour progressif au calme.
Cinq ans après, une nouvelle éruption qui dure quinze ans édifie notamment un cône de scories dans la caldeira formée par l'éruption de 1631.

## Conséquences

### Sur les populations
Le bilan humain est lourd puisque quelque 4 000 morts sont recensés et 6 000 têtes de bétail ont péri. Les populations ayant eu le temps de fuir l'éruption ne sont pas toujours bien accueillies car contrairement à ce que montrent les nombreuses gravures d'époque, les Napolitains ont surtout empêché leur passage et défendu l'accès à la ville, elle-même touchée par les retombées de cendre transformées en boue par les pluies[réf. nécessaire].

### Monuments commémoratifs

#### Stèle de Portici

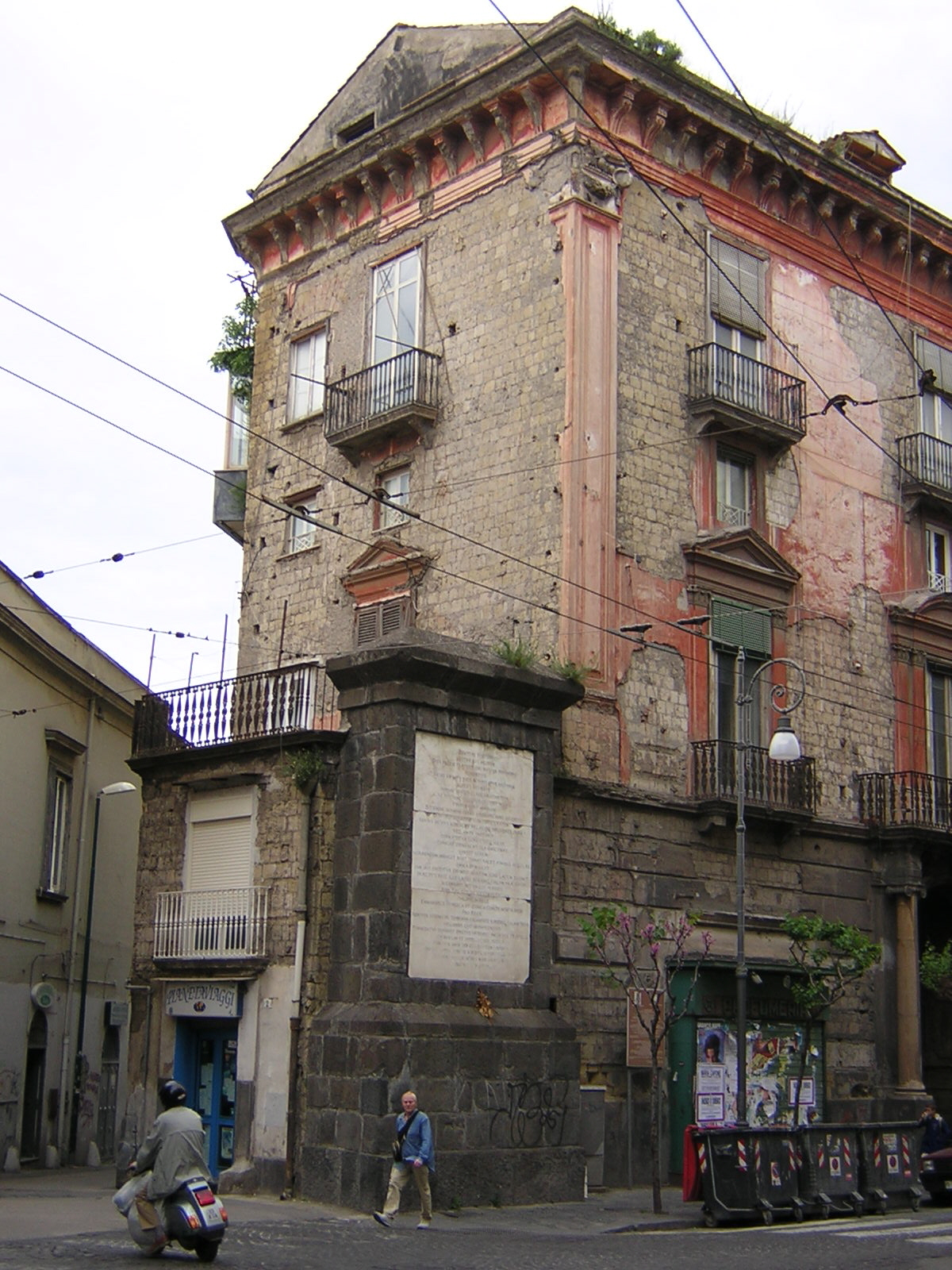
Portici, corso Garibaldi – Monument commémorant l'éruption de 1631.

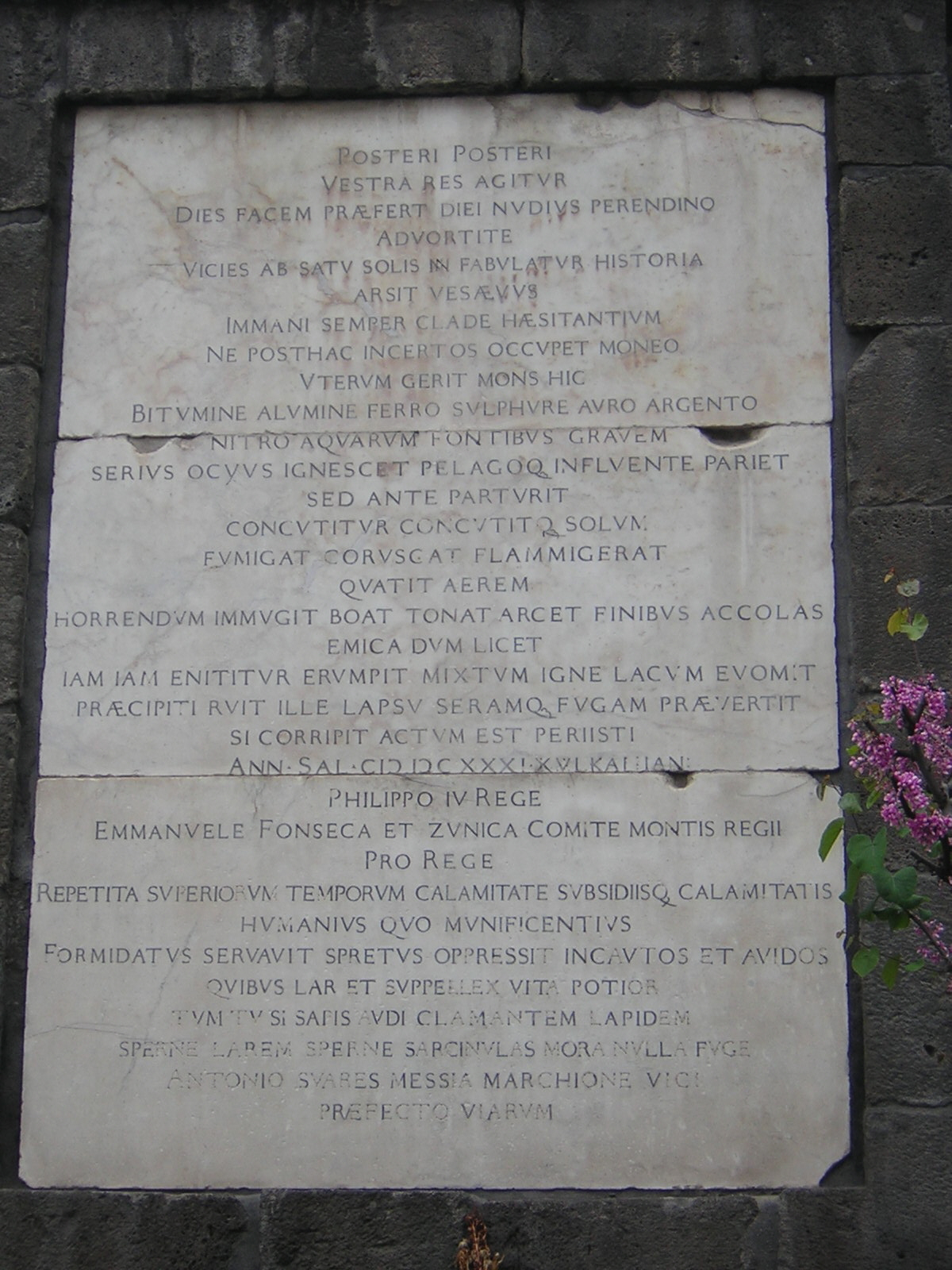
Portici – Stèle en latin décrivant l’éruption.

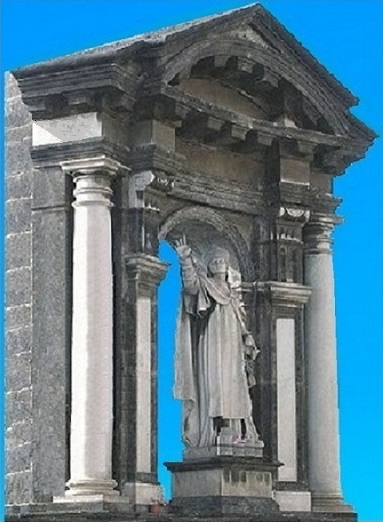
Naples, ponte della Maddalena – Statue de saint Janvier protégeant Naples.

Portici est l’une des villes qui a le plus durement souffert de la catastrophe. Pour la commémorer et informer durablement les habitants des risques qu’ils encourent, une stèle monumentale de marbre d’environ 3 m de haut et 1,5 m de large a été érigée à l’angle du municipio, sur l’antique via Campania, actuellement corso Garibaldi. Elle décrit en latin l’éruption - phénomènes précurseurs, paroxysme, durée, effets - et recommande aux générations futures de fuir sans tarder, dès les premières manifestations du réveil du volcan.
C’est la première, voire la seule action publique claire, précise et permanente d’information et de prévention d’un risque naturel sur une voie publique très fréquentée dans un bassin de risques. En 2005, elle a été signalée comme l’un des monuments les plus importants de la ville, et l'apposition d'une traduction en italien sous la stèle a été conseillée. En effet, même à Portici, presque tous ignoraient ce qu’elle raconte, pratiquement personne, et même peu de volcanologues, en connaissaient l’existence.
Peut-être à la suite de ce signalement, un panneau a été posé au pied du monument ; il indique Epitaffio a ricordo dell'eruzione del Vesuvio del 1631 (Épitaphe commémorant l’éruption du Vésuve en 1631), mais ne donne pas sa traduction. En voici une interprétation  :
« Tous nos descendants auront intérêt à lire avec la plus grande attention cette histoire écrite au surlendemain de ce jour de fureur. Faites attention ! Quand le Vésuve se réveille, ne vous laissez pas surprendre, je vous avertis que dès le lendemain, vous allez subir une horrible catastrophe. Alors, je vous le répète, n’hésitez pas ! Le ventre de cette montagne est plein de matières fétides, bitume, alun, fer, soufre, or, argent, acide, eau. Son cratère va s’enflammer et ses débordements vont fondre sur vous ; mais avant de se vider, il va trembler, produire des éclairs, tonner, ébranler l’air ; ceux qui sont dans son voisinage devront fuir quand il est encore temps, car il va de plus en plus cracher du feu, vomir de la lave, et finalement exploser, tout ruiner et vous couper la retraite. Si vous ne vous enfuyez pas très vite, vous allez mourir !
« Le 16 décembre de l’an de grâce 1631, sous le règne de Philippe IV, Emmanuel Fonseca, vice-roi.
« Cette munificente stèle a été érigée avec bienveillance pour rappeler ce désastre et en éviter d’autres ; n’imite pas les imprévoyants et des cupides, ceux pour qui la maison et les biens comptent plus que la vie ; si tu es sensé, souviens-toi de ce qu’elle relate ; quitte sans tarder ton foyer et tes biens. Va-t-en !
« Antonio Suarez, préfet de la voirie.

#### Statue de saint Janvier
En 1777, pour rappeler le danger à la suite de la série inhabituelle d’une vingtaine d’éruptions rapprochées mais moins catastrophiques (1631/1776), une statue en marbre de saint Janvier a été érigée dans un portique antique sur le pont de la Maddalena, où, selon les chroniques du temps, l’éruption de 1631 s’était arrêtée quand la statue de la cathédrale y était arrivée. Le saint tend sa main droite vers le Vésuve pour le calmer et protéger Naples.